# Università delle Hawaii
L'Università delle Hawaii, fondata nel 1908, è generalmente conosciuta come UH. È un sistema universitario pubblico e co-educazionale, che conferisce gradini di laurea e post-dottorato ai frequentatori attraverso tre città universitarie, sette città universitarie minori o tecniche, un centro di addestramento ed occupazionale, tre centri universitari, quattro centri di formazione e vari istituti di ricerca sparsi in sei isole.
Tutte le scuole del sistema hawaiano sono accreditate dall'Associazione occidentale delle scuole e delle università. Gli ultimi dati riportano una frequenza di 50. 310 studenti. All'Università delle Hawaii è stato sviluppato un protocollo di comunicazione tra computer in rete, ribattezzato "Protocollo Aloha".

## Motto
Ma luna à o na lahui a pau ke kanaka (Al di sopra di ogni nazione c'è l'umanità).

## Città sedi dell'università
- Mānoa (Università delle Hawaii - Mānoa)
- Hilo
- West O'ahu
- Hawai'i
- Honolulu
- Kapi'olani
- Kaua'i
- Leeward
- Mauai
- Windward

## Istituto di astronomia
L'Istituto di astronomia dell'Università delle Hawaii conduce ricerche sulle galassie, sulla cosmologia, sulle stelle, sui pianeti, e sul Sole.
Le relative facoltà e personale inoltre sono coinvolte nella formazione di astronomi e nello sviluppo ed amministrazione degli osservatori di Haleakalā e Mauna Kea. È stato fondato nel 1967 ed è uno degli undici istituti di ricerca ed ha uno staff di 200 persone ed un preventivo di spese di 20 milioni di dollari, compreso 15 milioni di dollari concesso dal governo federale.
Inoltre usano e sostengono gli osservatori spaziali, quali il telescopio spaziale Hubble e il satellite per raggi X Chandra.

## Corsi universitari

### Biologia
Elenco dei corsi di Biologia:
- Biologia e società. Caratteristiche della scienza, sviluppo storico dei concetti scientifici ed interazioni della società con la scienza illustrata dai soggetti di scienza biologica.
- Laboratorio di biologia. Il laboratorio sperimenta illustrando i soggetti ed i metodi nelle scienze biologiche.
- Scienze hawaiane nell'ambiente. Caratteristiche della scienza ed interazioni con la società illustrata dai soggetti nella geologia, nell'astronomia, nell'oceanografia, e nella biologia delle isole hawaiane.
- Ambiente di biologia ed ecologia. Principi biologici e fisici che interessano interazione ambiente/essere umano; effetto della scienza, della tecnologia, del valore e delle percezioni sulla società e sull'ecologia globale; proiezioni ed opzioni circa l'ecologia umana.
- Edizioni ambientali. Problemi ambientali globali nella prospettiva storica; visite fisiche, biologiche e socioculturali.
- Biologia degli atolli. Gli atolli come ecosistema e come ambiente umano. Formazione, struttura e distribuzione.
- Genetica, sviluppo e società. Il ruolo della genetica nelle piante, nell'allevamento degli animali nella medicina, nel comportamento e nell'effetto sull'odierna società.
- Differenze del sesso nel ciclo della vita. Differenze umane del sesso, la loro base biologica ed importanza; fattori determinanti genetici, ormonali e del comportamento di differenziazioni sessuali, della sessualità, dell'educazione dei figli; della menopausa e dell'invecchiamento.
- Ecosistemi dell'isola. Caratteristiche dell'isola; esempi dalle Hawaii e dal Pacifico. effetti dell'isola e delle colture continentali; rischio dell'ecosistema, legislazione, politica e pratiche di amministrazione contemporanea.
- Ruolo dell'essere umano nel cambiamento ambientale. Effetti umani nel tempo sulla vegetazione, sulle forme del suolo, sui terreni, sul clima e sull'atmosfera. Riferimenti particolari sulle regioni asiatico/pacifiche. Implicazioni di cambiamento ambientale a lunga durata per l'habitat umano.
- Piante da droga. Tassonomia, ecologia, biochimica, distribuzione, storia culturale ed uso contemporaneo delle alterazioni della mente dovute alle piante da droga.
- Introduzione di biologia. Biologia introduttiva per tutte le scienze biologiche, struttura e chimica delle cellule, sviluppo, riproduzione, genetica, virus, batteri ed eucarioti semplici.
- Introduzione di biologia al laboratorio biologico. Laboratorio come accompagnamento alla biologia.
- Introduzione a biologia II. Continuazione a biologia I, anatomia, fisiologia e sistematica delle piante e degli animali, comportamento, ecosistemi, popolazioni e comunità.
- Introduzione a biologia II e laboratorio. Laboratorio come accompagnamento a biologia II.
- Ecologia e laboratorio di biologia evolutiva. Laboratorio come accompagnamento.
- Cellula e biologia molecolare. Cellula integrata e biologia molecolare; avanzamenti moderni nella tecnologia del DNA.
- Cellula e laboratorio di biologia molecolare. Laboratorio come accompagnamento.
- Servizio di biologia per insegnamento di biologia. Partecipazione diretta alle lezioni private ed alle attività per le organizzazioni approvate.
- Biologia degli organismi marini. Questo corso ed il laboratorio introducono gli allievi alla complessità degli organismi marini ed al loro rapporto con l'ambiente dell'oceano e li preparano per gli altri corsi superiori di biologia.
- Biologia e laboratorio degli organismi marini. Laboratorio come accompagnamento.
- Biotecnologia. Introduzione ai concetti di base, agli obbiettivi ed agli effetti pratici di biotecnologia. Le inchieste in vivo sono usate per esaminare le relazioni socio-etiche, economiche ed ambientali, come prova del DNA, terapia del gene e degli alimenti, medicine e vaccini geneticamente costruiti usando i microbi, le piante e gli animali.
- Biologia dei mammiferi marini. Esposizione e descrizione della scienza del mammifero marino, prospettive locali e globali sugli adattamenti del mammifero marino necessari per una esistenza acquatica. Importanza e ruolo del mammifero marino all'interno dell'ecosistema marino. Gli allievi dovranno discutere sull'argomento delle conservazioni marine, mezzi per valutare gli impatti ambientali ed i punti pratici per l'applicazione delle conoscenze. Gli allievi impareranno le tecniche di ricerca, abilità ed analisi dei dati e le applicazioni statistiche. Saranno trattati i soggetti di ricerca ed i settori correnti di interesse nella scienza del mammifero marino.
- Studi diretti. Tecniche di indagine della biologia, accumulo ed analisi applicate agli studi. Introduzione all'unicità dell'ambiente hawaiano e relativa diversità di vita.
- Concetti della genetica. Concetti della genetica a livello avanzato, trasmissione genetica, ricombinazione, azione del gene, mutazione, popolazione e genetica evolutiva.
- Laboratorio genetico. Esperimenti con una varietà di organismi per illustrare i principi della biologia.
- Studi diretti di biologia. Preparazione nella dimostrazione degli esperimenti di laboratorio nei corsi selezionati.
- Biologia dei rettili marini. Descrizione avanzata dei rettili marini, compreso serpenti marini, iguane marine, coccodrilli marini, e tartarughe marine. Funzioni della loro biologia, ecologia e comportamento, conservazione, amministrazione ed importanza culturale, specialmente nella regione pacifica.
- Biotecnologia molecolare. Corso di conferenza che esplora i principi generali, le applicazioni e gli avanzamenti recenti della scienza; effetto della biotecnologia sulla medicina, sulla zootecnica, sull'ambiente e sull'agricoltura.
- Principi di biochimica. Base molecolare di vita dai virus ai batteri, dalle piante agli animali, studi sulle proteine ed enzimi, carboidrati, lipidi ed acidi nucleici.
- Problemi nel campo della biologia marina. Corso intenso di cinque settimane di biologia marina condotto nell'isola delle noci di cocco. Il programma è concentrato sui processi biologici e fisici che modellano la durata dell'organismo marino.
- Corso di biologia marina per gli anziani. Corso destinato agli anziani sui temi correnti della biologia marina, anche per fornire loro esperienza di valutazione scientifica.
- Biologia cellulare. Struttura e funzione delle cellule. Struttura chimica e funzione degli organelli e delle macromolecole.
- Laboratorio di biologia cellulare. Laboratorio come accompagnamento.
- Biologia molecolare. Rapporto fra la struttura e la funzione a livello macromolecolare.
- Laboratorio di biologia molecolare. Laboratorio come accompagnamento.
- Conservazione della fauna selvatica e delle piante. Principi delle tecniche di amministrazione di biologia e della fauna selvatica di conservazione, illustrati con l'animale, la pianta e gli esempi di ecosistema. Esame delle edizioni etiche, culturali, legali, politiche e socio-economiche che interferiscono sulla politica e sulla pratica di conservazione. Viaggi di progetto e di campo del gruppo.
- Problemi biologici. Lettura e ricerca diretta.

### Chimica
Elenco dei corsi di chimica:
- Chimica introduttiva
- Corsi di indagine
- Chimica generale
- Chimica organica
- Chimica analitica e strumentale
- Chimica fisica
- Chimica inorganica
- Corsi di chiusura

### Informatica e scienza del computer
Elenco dei corsi di informatica:
- Bioinformatica: introduzione. La bioinformatica è l'applicazione dei metodi di calcolo alla risoluzione di problemi biologici ed alla ricerca, in particolare nel campo dell'analisi molecolare. L'obiettivo del corso è introdurre la teoria classica di bioinformatica mettendo a fuoco come le tecniche di informatica possono essere usate per immagazzinaggio, analisi, previsioni e simulazione di sequenze biologiche (DNA, RNA e proteine).
- Introduzione a dispositivo ottico del computer. Prevede lo studio di estrazione delle informazioni dalle immagini e di permettere alle macchine di capire le immagini. Riunisce molti campi differenti: ingegneria elettrica, elaborazione dei segnali, ottica, fisica, matematica, ecc.
- Introduzione alla neuroinformatica delle macchine ed alla biologia di calcolo. Prevede di capire i calcoli effettuati dal cervello umano ed applicarli all'insegnamento delle macchine.
- Programmazione simultanea per un rendimento elevato. Questa categoria studia l'arte dei programmi simultanei, programmi di significato che sono destinati a fare le cose multiple simultaneamente.
- Pensiero dei sistemi: arte scienza e filosofia del disegno. L'informatica ci dà gli attrezzi per tutte le specie di applicazioni, ma il lavoro reale non dipende solo dal saper usare gli attrezzi, ma anche dalla nostra capacità di pensare, ragionare e capire l'utente. Ad esempio se l'informatica ci dà tutta la gamma dei colori usati da Van Gogh, non è possibile riprodurre qualche cosa da loro che sia a quel livello artistico.
- Studio programmato dei giochi. È lo studio dello sviluppo della programmazione di un gioco al computer in collaborazione con gli artisti.
- Modellistica e valutazione dei sistemi. Modellistica, analisi, ottimizzazione e tecniche di simulazione, applicazioni da progettare e valutazioni matematiche degli stessi sistemi.
- Apprendimento del calcolo macchina/intelligenza. Comprensione dei calcoli effettuati del cervello per applicarli allo sviluppo dell'intelligenza delle macchine.
- Bioinformatica. Interpretazione dei grandi dati e nuovi collegamenti aperti all'analisi di dati, di statistiche e di teorie grafico esplorative.